# Liga Dominicana de Fútbol 2023
La Liga Dominicana de Fútbol 2023, conosciuta come LDF Banco Popular 2023 per motivi di sponsorizzazione, è la nona edizione della massima serie del campionato Dominicano di calcio. Il campionato è iniziato il 15 marzo 2023 e si è concluso il 22 ottobre 2023. La squadra campione in carica è il Cibao, al suo terzo titolo.
Il titolo è stato vinto nuovamente dal Cibao, che nella finale ha sconfitto il Moca con il risultato complessivo di 3-0, assegnando alla squadra il suo quarto titolo nazionale.

## Stagione

### Novità
Rispetto alla stagione 2022, il campionato vede un allargamento da 8 a 9 squadre con l'aggiunta dell'Atlantico, vincitore della Segunda Division della stagione passata.

### Formula
La stagione regolare consiste in un girone all'italiana con partite di andata e ritorno, per un totale di 16 giornate.
Le prime 6 classificate si qualificano per la Liguilla, un gironcino all'italiana con partite di andata e ritorno, per un totale di 10 giornate aggiuntive. Le prime 4 classificate nella Liguilla si qualificano per la fase finale, ad eliminazione diretta (la prima contro la quarta e la seconda contro la terza) con partite di andata e ritorno per decretare i campioni nazionali.
I campioni nazionali e la squadra prima classificata nella stagione regolare (o la seconda, se la prima corrisponde ai campioni nazionali) si qualificano per le competizioni CONCACAF.

## Squadre partecipanti
| Club                | Città         | Stagione Precedente                                     |
| ------------------- | ------------- | ------------------------------------------------------- |
| Atlantico           | Puerto Plata  | Segunda Division                                        |
| Atlético Pantoja    | Santo Domingo | 1° nella Liguilla, finalista                            |
| Cibao               | Santiago      | 3° nella Liguilla, campione della Repubblica Dominicana |
| Delfines del Este   | La Romana     | 8° nella stagione regolare                              |
| Don Bosco Jarabacoa | Salcedo       | 6° nella Liguilla                                       |
| Moca                | Moca          | 2° nella Liguilla, semifinalista                        |
| San Cristóbal       | San Cristóbal | 7° nella stagione regolare                              |
| Universidad O&M     | Santo Domingo | 5° nella Liguilla                                       |
| Atl. Vega Real      | La Vega       | 4° nella Liguilla, semifinalista                        |

## Stagione regolare
|  | Pos. | Squadra             | Pt | G  | V  | N | P  | GF | GS | DR  |
|  | ---- | ------------------- | -- | -- | -- | - | -- | -- | -- | --- |
|  | 1.   | Cibao               | 36 | 16 | 11 | 3 | 2  | 27 | 7  | +20 |
|  | 2.   | Atlantico           | 28 | 16 | 8  | 4 | 4  | 23 | 13 | +10 |
|  | 3.   | Moca                | 28 | 16 | 9  | 1 | 6  | 25 | 11 | +14 |
|  | 4.   | Universidad O&M     | 24 | 16 | 6  | 6 | 4  | 15 | 12 | +3  |
|  | 5.   | Atl. Vega Real      | 24 | 16 | 7  | 3 | 6  | 17 | 17 | +0  |
|  | 6.   | Atlético Pantoja    | 23 | 16 | 6  | 5 | 5  | 19 | 15 | +4  |
|  | 7.   | Delfines del Este   | 16 | 16 | 3  | 7 | 6  | 9  | 15 | -6  |
|  | 8.   | Don Bosco Jarabacoa | 14 | 16 | 4  | 2 | 10 | 17 | 33 | -16 |
|  | 9.   | San Cristóbal       | 6  | 16 | 1  | 3 | 12 | 7  | 36 | -29 |

      Qualificate alla Liguilla
In caso di arrivo a pari punti:
1. Maggior numero di vittorie;
2. Differenza reti;
3. Gol fatti;

## Liguilla
|  | Pos. | Squadra          | Pt | G  | V | N | P | GF | GS | DR  |
|  | ---- | ---------------- | -- | -- | - | - | - | -- | -- | --- |
|  | 1.   | Cibao            | 19 | 10 | 5 | 4 | 1 | 21 | 11 | +10 |
|  | 2.   | Moca             | 19 | 10 | 5 | 4 | 1 | 12 | 6  | +6  |
|  | 3.   | Atlético Pantoja | 16 | 10 | 5 | 1 | 4 | 19 | 14 | +5  |
|  | 4.   | Atlantico        | 12 | 10 | 3 | 3 | 4 | 15 | 19 | -4  |
|  | 5.   | Atl. Vega Real   | 9  | 10 | 2 | 3 | 5 | 6  | 13 | -7  |
|  | 6.   | Universidad O&M  | 7  | 10 | 2 | 1 | 7 | 12 | 22 | -10 |

      Qualificate alla Fase Finale
In caso di arrivo a pari punti:
1. Maggior numero di vittorie;
2. Differenza reti;
3. Gol fatti;

## Fase Finale
|  | Semifinali | Semifinali       | Semifinali | Semifinali | Semifinali |  |  | Finale | Finale | Finale | Finale | Finale |  |
|  |            |                  |            |            |            |  |  |        |        |        |        |        |  |
|  | 4          | Atlantico        | 0          | 0          | 0          |  |  |        |        |        |        |        |  |
|  | 1          | Cibao            | 3          | 2          | 5          |  |  | Cibao  | Cibao  | 0      | 3      | 3      |  |
|  | 3          | Atlético Pantoja | 0          | 1          | 1          |  |  | Moca   | Moca   | 0      | 0      | 0      |  |
|  | 2          | Moca             | 0          | 2          | 2          |  |  |        |        |        |        |        |  |